# Zariecznyj (obwód penzeński)
Zariecznyj (ros. Заречный) – rosyjskie miasto zamknięte w obwodzie penzeńskim, położone w odległości 12 kilometrów od administracyjnego centrum regionu, miasta Penzy, pozostające w gestii Federalnej Agencji Energii Atomowej Rosatom (Государственная корпорация по атомной энергии «Росатом»).
Budowa miasta i fabryki rozpoczęła się na podstawie rozporządzenia Rady Ministrów ZSRR z 20 lipca 1954. Rozporządzeniem z 3 marca 1962 na terytorium obwodu penzeńskiego stworzono strefę zamkniętą Penza-19. Decyzją Małej Rady od stycznia 1992 strefa Penza-19 przyjęła nazwę Zariecznyj.

## Historia
W 1955 podpisano akt przejęcia gruntu pod budowę miasta. Był to niezamieszkany las niedaleko stacji kolejowej Seliksa, gdzie stało kilka drewnianych chat.
W maju 1955 postawiono pierwsze domy na obecnej handlowej ulicy Zariecznego. Rozpoczęto wtedy również intensywną budowę baraków na terenie 58. dzielnicy.
Pierwszy blok mieszkalny z cegły zbudowano w maju 1956. Obecnie znajduje się on przy Alei Pokoju (Проспект Мира).
Początkowo miasto budowano dzielnicami, od 1962 budowano mikrorejony. Mikrorejony charakteryzowało połączenie terenów zabudowanych z otwartymi terenami zieleni. Każdy mikrorejon ma indywidualne cechy, konfigurację i architektoniczno-kompozycyjne rozwiązania.
Nowoczesne urządzenie terenu zostało zrealizowane równocześnie z budową domów i innych budynków. Charakterystyczne są trasy dla pieszych, drogi transportowe, małe formy architektoniczne i strefy wypoczynku. Na terenach zieleni zbudowano place gier i zabaw. Duża uwaga została skupiona na zazielenianiu miasta z maksymalnym wykorzystaniem tutejszej flory.
Zabiegi twórców miasta był wysoko oceniane przez Rząd ZSRR. W 1981 za projekt i budowę miasta 20 osób otrzymało tytuł laureata Nagrody Rady Ministrów ZSRR.

## Przemysł
Podstawą przemysłu miasta jest kombinat "Start", w skład którego wchodzi kilka przedsiębiorstw, w tym przedsiębiorstwo "Start" (ФГУП ПО «Старт»), produkujące komponenty do budowy broni atomowej. Czołowe miejsce wśród przedsiębiorstw kombinatu "Start" zajmuje "PPZ" (ППЗ), specjalizujące się w produkcji zaawansowanych elektromechanicznych, elektronicznych, radiotechnicznych i innego rodzaju maszyn wysokiej precyzji. Cały kombinat wchodzi w skład państwowej korporacji "Rosatom", zajmującej się rozwojem energii atomowej.
Drugim głównym składnikiem tutejszego przemysłu jest firma "Nikiret" (Научно-исследовательский и конструкторский институт радиоэлектронной техники – НИКИРЭТ) – jedno z czołowych rosyjskich przedsiębiorstw, specjalizujące się w opracowywaniu i produkcji technicznych środków ochrony do różnych celów.
W 2001 w mieście zarejestrowane były 602 firmy, w tym 2 państwowe i 80 samorządowych.
Największym przedsiębiorstwem samorządowym jest firma zajmująca się transportem miejskim "GATP" (Городское автотранспортное предприятие – ГАТП). Pierwszy autobus miejski wyruszył w trasę w 1968.